# Список (Южный Парк)
«Список» (англ. The List) — эпизод 1114 (№ 167) сериала «Южный Парк», премьера которого состоялась 14 ноября 2007 года. Это заключительный эпизод 11 сезона сериала.

## Сюжет
Мальчики из четвёртого класса случайно узнают, что их одноклассницы составили тайный список со всеми мальчиками в порядке от самого симпатичного до самого уродливого. Все ребята, кроме Кайла, горят желанием немедленно увидеть этот список. Картман разрабатывает план добывания списка, включающий пинок по яйцам той девочке, которая его прячет. План проваливается (Эрик замечает, что теперь они узнали, что «у девочек нет яиц»), но со второй попытки благодаря Кенни ребятам всё же удаётся заполучить список. Они прикрепляют его к стене в туалете для мальчиков и изучают. Оказывается, на первом месте стоит Клайд, Баттерс попадает на одиннадцатое, чему он несказанно рад, Картман занимает предпоследнее, пятнадцатое место, а на последнем стоит Кайл. Это становится ударом для Кайла. Вскоре и Картман, и даже Баттерс, который ходит в майке с надписью «#11», высмеивают Кайла за то, что он на последнем месте. Эго Клайда быстро растёт; он становится очень самодовольным, но всё же утешает Кайла, говоря, что Авраам Линкольн многого добился, несмотря на свою внешнюю непривлекательность.
За ужином Кайл пытается поговорить с семьёй и ещё больше убеждается в своём уродстве. Следуя жестокому совету Картмана, он начинает общаться с некрасивыми детьми из других классов. Во время разговора один из ребят-уродцев упоминает, что иногда ему хочется сжечь школу дотла. Кайл настолько отчаивается, что Стэн спрашивает у Венди, почему Кайла оценили так низко. Сама Венди говорит, что голосовала за Картмана как за самого уродливого, поэтому ей это решение непонятно. Венди приводит Стэна в девчачий комитет, который подводил итоги голосования, но девочки не желают изменять список без важной причины.
Венди исследует «документы», оставшиеся после голосования, и выясняет, что за Клайда как за самого красивого не голосовал никто. Они со Стэном идут сказать об этом Ребекке, которая подсчитывала бюллетени. Ребекка сердито говорит, чтобы Венди прекратила расспросы, иначе она раскроет секрет, который «будет ей не по зубам». Венди недоумевает; она идёт к руководителям комитета по составлению списка. Оказывается, что те тоже в курсе подлога — несколько членов комиссии устроили заговор. Они объяснили, что отец Клайда — владелец обувного магазина, и поэтому многие девочки хотят с ним дружить ради новой обуви, но его непопулярность мешает им. Поэтому они подтасовали голоса других девочек так, чтобы Клайд считался самым привлекательным, и тогда встречаться с ним было бы почётно. Венди говорит, что расскажет всё Биби, после чего ей сообщают, что Биби дала разрешение на реализацию подлога. Венди ужасается от такого злоупотребления полномочиями; она пинает одну из руководительниц комитета по «яйцам» (так же, как раньше пытался сделать Баттерс по плану Картмана), выкрадывает настоящий список и убегает вместе со Стэном.
Тем временем Кайл работает над планом поджога школы. Ночью к нему является призрак Авраама Линкольна, пытающийся объяснить, что уродливая внешность — это не наказание, а дар. Вместе они проходят мимо нескольких домов, в том числе видят дом Клайда и наблюдают, как он постоянно болтает по телефону с девочками. Линкольн объясняет, что Клайд таким образом скоро станет «говнюком», тогда как уродливые дети вынуждены работать, чтобы добиться каких-то успехов, и это закаляет характер и помогает в дальнейшей жизни. Кайл говорит Линкольну, что не может ждать своего счастья так долго и что он всё ещё безутешен. Линкольн в ответ называет Кайла «ёб*ным мудаком» и уезжает на своей «Хонде». Кайл забирается на крышу школы; он выливает несколько канистр горючих веществ, но не успевает поджечь, когда его находят Стэн и Венди, объявляя, что список поддельный. В это же время появляется Биби с пистолетом и берёт всю троицу на прицел. Она признаёт, что Кайл стал жертвой их плана, поскольку, чтобы поместить Клайда на первое место, пришлось передвинуть в списке много других имён.
Венди вызывает полицию, которая вскоре прибывает. При этом Венди предпринимает попытку атаковать Биби. Пистолет, выбитый из рук Биби, стреляет; пуля минует обеих девочек и смертельно ранит в голову Кенни, ужинающего в это время в своём доме неподалёку. Полицейский арестовывает и уводит Биби. Стэн и Венди хотят показать Кайлу, на каком месте он находится в реальном списке, но Кайл внезапно решает сжечь список, говоря, что не желает этого знать, чтобы не возгордиться, если ему вдруг повезло находиться в начале списка, и говорит, что Линкольн всё же прав. Венди говорит Стэну, что ей приятно быть с ним рядом и она ощущает, что он изменился. Стэн говорит, что многое изменилось. После этого он пытается её поцеловать и во время «поцелуя» обильно блюёт.

## Смерть Кенни
Венди выбивает пистолет из рук Биби. Пуля, минуя их, пролетает через дорогу, пробивает стекло в окне дома Кенни и попадает в затылок Кенни, ужинающего в это время вафлями за столом в кругу семьи. Кенни умирает насильственной смертью впервые со времён эпизода «Лучшие друзья навсегда», вышедшего в девятом сезоне, то есть двумя сезонами ранее.

## Список
Это фальшивый вариант. Настоящий список так и не был показан.
1. Клайд
2. Токен
3. Стэн
4. Брэдли
5. Джейсон
6. Лерой
7. Кенни
8. Твик
9. Кевин
10. Джимми
11. Баттерс
12. Крэйг
13. Тимми
14. Фрэнсис
15. Картман
16. Кайл

О содержании настоящего списка известно, что Клайд был в последней пятёрке, Кайл не был последним — им был Картман (хотя Бебе сказала, что Клайд был на последнем месте), Джимми и Крэйг стояли выше, а Джейсон — ниже.
Из четвероклассников в списке не присутствуют Пип, Билл, Терренс и Фосси и Дог Пу. При этом Билла и Фосси можно заметить бегущими в туалет вместе с другими желающими увидеть список.
Кайл на последнем месте в фальшивом списке, что странно, поскольку в серии «Домики для игр» Бебе хотела встречаться с Кайлом, потому что у него «клёвая задница».

## Факты
- В этом эпизоде Стэн впервые после эпизода «Изюминки» возобновляет отношения с Венди.
- В этом эпизоде за семейным столом Кайлу были поданы кныши (белорусское блюдо), что (наряду с шапкой-ушанкой) намекает на восточноевропейское происхождение семьи Кайла.
- На двери в комнате Венди висит постер цирка «Дю Солей», что отсылает к эпизоду «Пятерняшки 2000».
- Когда Баттерс рассказывает родителям, что он не самый страшный в классе, перед уходом к себе он делает круг по кухне как Эл Гор в плаще.
- В промоиллюстрации на сайте была допущена ошибка, при надписи фамилии Кайла. На сайте было написано Broflowski, в то время как фамилия Кайла правильно пишется Broflovski.

## Удалённые сцены
- В тизере, выложенном до премьеры эпизода, Картман говорит Бебе, что она будет вынуждена каждый день есть на ужин дешёвые леденцы, если выйдет замуж за Кенни. Кенни бьёт его в ответ. Картман восклицает «Кенни, не будь говнюком!». Этот момент был вырезан из телевизионного показа[3].
- В расширенной (альтернативной) финальной сцене показано, как Венди улыбается, видя, что Стэна стошнило (её радует, что Стэн по-прежнему её любит). Кайл спрашивает, кто всё-таки был на последнем месте в списке. Венди отвечает: «Мы этого никогда не узнаем», но после небольшой паузы говорит, что это был Картман. После этого нам показывают Картмана в обществе уродливых детей. Баттерс издевается над ним, и Эрик отвечает: «Ну что ж, ладно, что на самом деле важно — так это то, какой я внутри». Осознав, что он только что сказал, Картман чертыхается и падает головой на стол[4].

## Пародии
- Эпизод основан на получившем огласку инциденте в одной из школ Питтсбурга, в которой был обнаружен анонимный список, оценивающий 25 самых привлекательных девушек школы с внешней и сексуальной точки зрения, основываясь на гротескных характеристиках и сплетнях; список вызвал реакцию не только учеников и их родителей, но и широкой общественности, попав в национальные новости в апреле 2006 года[5] (одна из девушек подала в суд на автора списка).
- Название плана Эрика («Провал невозможен»), а также сам эпизод с попыткой воплощения плана, возможно, отсылает к фильму «Миссия невыполнима».
- Двое сидящих рядом уродливых детей, как можно предположить, являются карикатурами на самих Трея Паркера и Мэтта Стоуна.[источник не указан 5328 дней]

## Критика
IGN даёт серии 8,9 балла (великолепно). Серия с классическим антуражем Южного Парка. Самыми лучшими называют моменты, когда Картман появляется ночью у комнаты Кайла (один из лучших гэгов в сериале), безумная сцена на крыше с борьбой за пистолет и её совершенно уморительные последствия. Обозреватель сайта PopMatters отмечает, что «Список» наряду со «Вшивыми приключениями» имеет более детскую направленность из серий 11-го сезона по сравнению, к примеру, с посвящёнными теме терроризма «Мандомбой» и трилогией «Воображляндия». По его мнению, в серии наиболее явно проявляется свойственный данному сериалу принцип, по которому при рассказе на некоторую общественно актуальную тему (в этом случае — о коррупции на примере маленькой девочки) в то же время раскрывается проблематика, важная для персонажей-детей (здесь — социальные принятие и отторжение).